# Taiwanische Badmintonmeisterschaft 1998
Die Taiwanische Badmintonmeisterschaft der Saison 1997/1998 war die 43. Auflage der nationalen Titelkämpfe von Taiwan im Badminton. Die Meisterschaft fand Mitte Dezember 1997 statt.

## Titelträger
| Disziplin    | Sieger                         |
| ------------ | ------------------------------ |
| Herreneinzel | Liu En-hung                    |
| Dameneinzel  | Chan Ya-lin                    |
| Herrendoppel | Huang Shih-chung Chien Yu-hsun |
| Damendoppel  | Tsai Hui-min Chen Li-chin      |
| Mixed        | Lian Jian-sheng Chen Wan-ju    |